# Friedrichstadt-Passagen

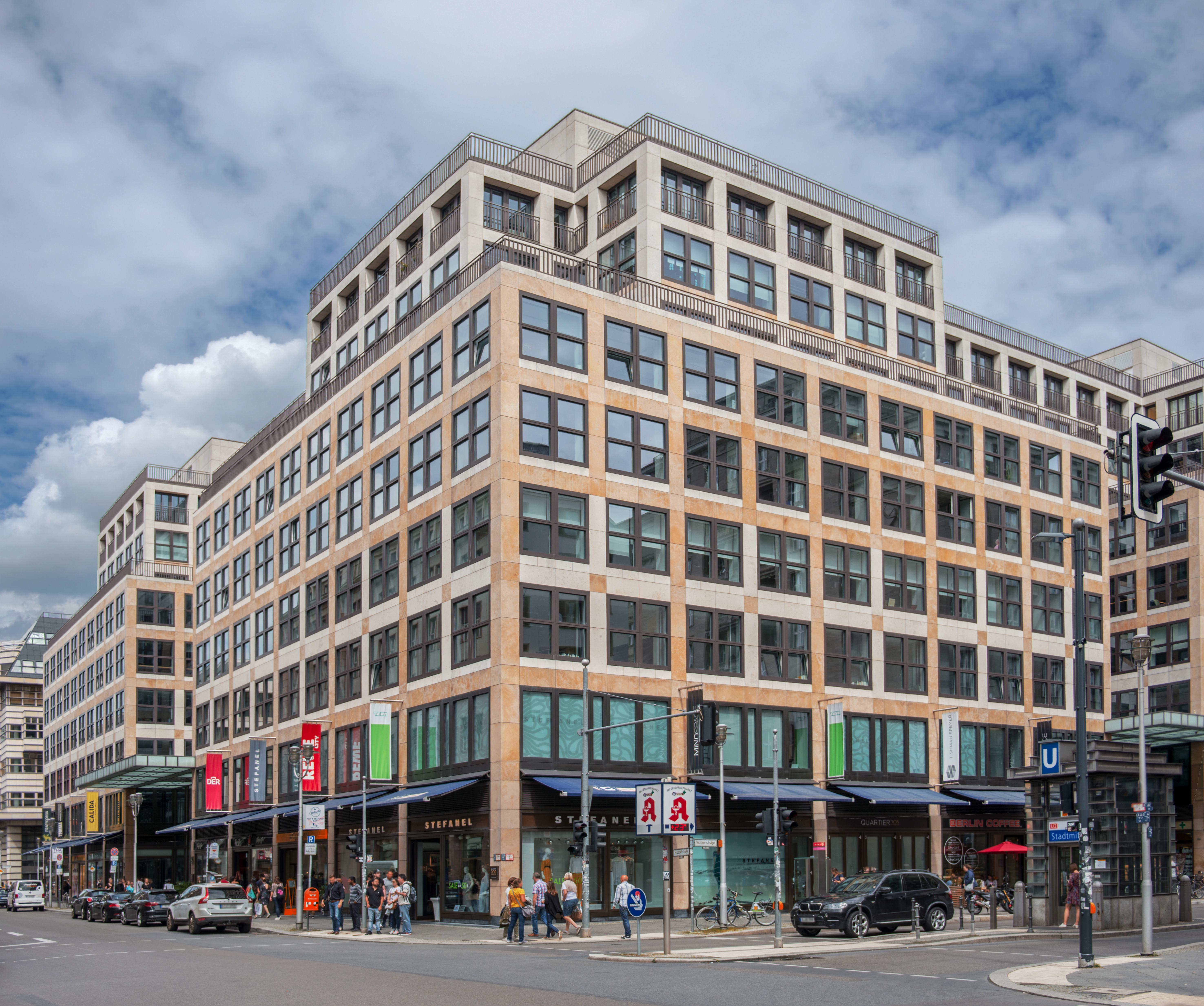
Südlicher Abschnitt mit dem Quartier 205

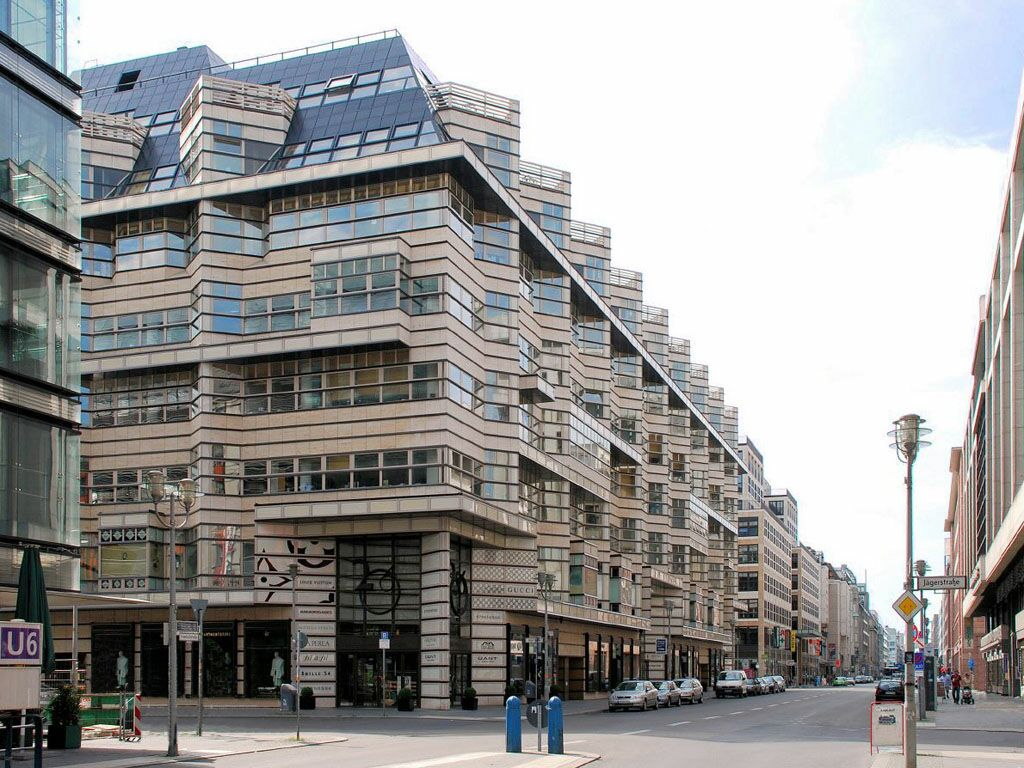
Mittlerer Abschnitt mit dem Quartier 206

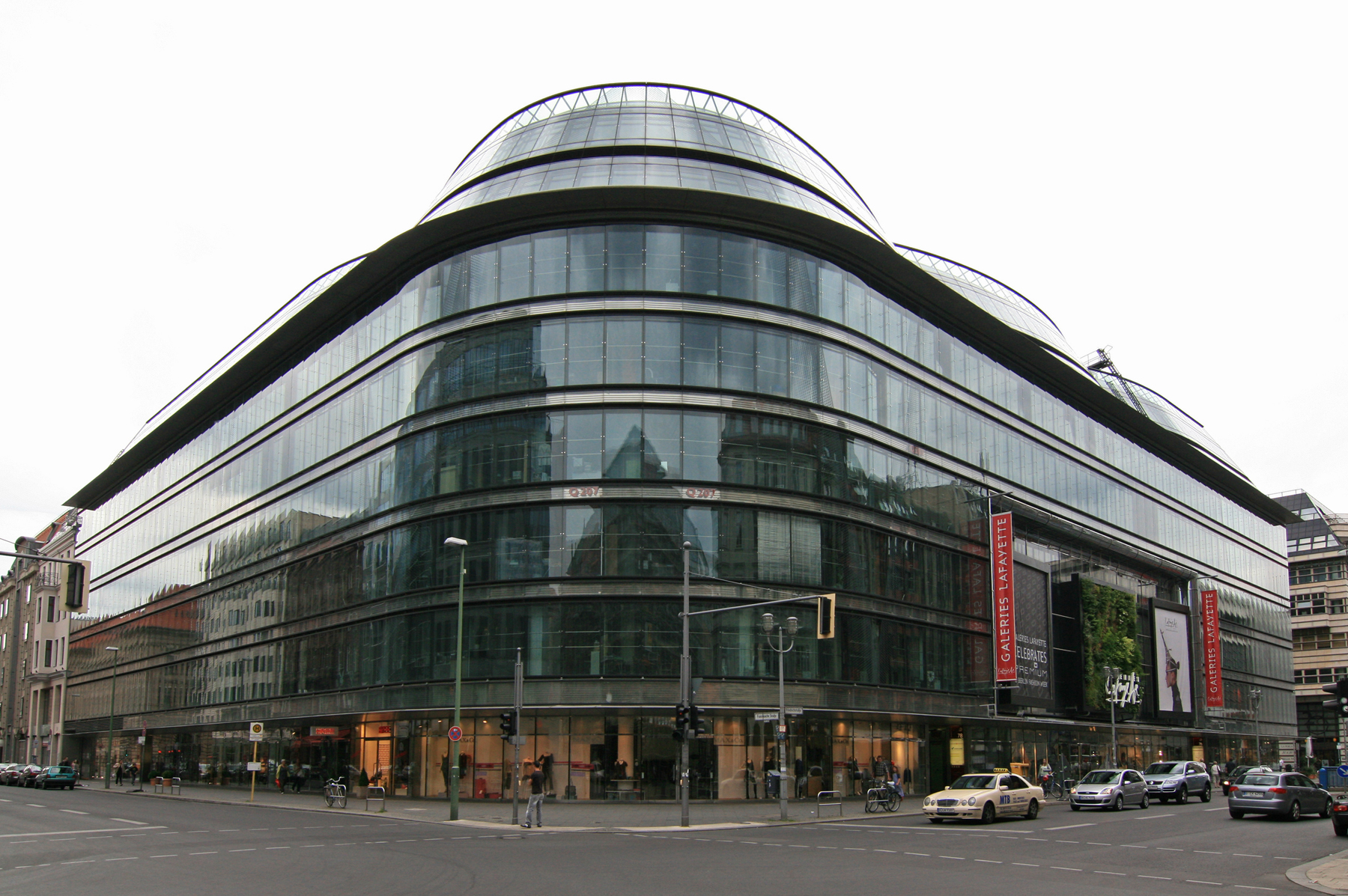
Nördlicher Abschnitt mit dem Quartier 207

Der Begriff Friedrichstadt-Passagen (Schreibweise auch: Friedrichstadtpassagen) bezeichnet eine Gruppe von Geschäftshäusern in der Friedrichstraße im Berliner Ortsteil Mitte des gleichnamigen Bezirks.

## Lage
Das Bauensemble liegt auf der östlichen Seite der Friedrichstraße. Die südliche Begrenzung ist die Mohrenstraße, die nördliche Begrenzung ist die Französische Straße. Der Komplex teilt sich in folgende Quartiere auf:
- Der südliche Bereich – zwischen Mohren- und Taubenstraße – ist das Quartier 205.
- Der mittlere Bereich – zwischen Tauben- und Jägerstraße – umfasst das Quartier 206.
- Der nördliche Bereich – zwischen Jäger- und Französischer Straße – heißt Quartier 207. Es beinhaltete die Berliner Dependance der Galeries Lafayette.

## 1980er Jahre
In den späten 1980er Jahren begannen Manfred Prasser und Günter Boy mit der Planung für eine Neubebauung an der Friedrichstraße. 1990 wurden die Planungen und Bauarbeiten an diesem Projekt gestoppt.

## Nach 1990
Obwohl bereits mit dem Bau der alten Friedrichstadt-Passagen nach dem Entwurf von Prasser und Boy begonnen wurde, gab es einen neuen Wettbewerb für eine neue Planung. Dieses Projekt wurde als Investorenwettbewerb ausgeschrieben, wobei jeweils Planer und Investoren gemeinsam Entwürfe abgaben. An dem Wettbewerb beteiligten sich viele Berliner Architekturbüros, unter anderem BJSS, die allerdings keinen Preis gewinnen konnten. 
1991 und 1992 wurden die bereits errichteten Teile der alten Vor-Wende-Planung wieder abgerissen. Die aktuelle Bebauung wurde zwischen 1992 und 1996 ausgeführt. Das Quartier 205 entstand nach Plänen von Oswald Mathias Ungers. Henry Nichols Cobb (von Pei Cobb Freed & Partners) entwarf das Quartier 206. Das Gebäude der Galeries Lafayette ist ein Entwurf von Jean Nouvel.
Die 1996 eröffneten Galeries Lafayette wurden Mitte 2024 wieder geschlossen.

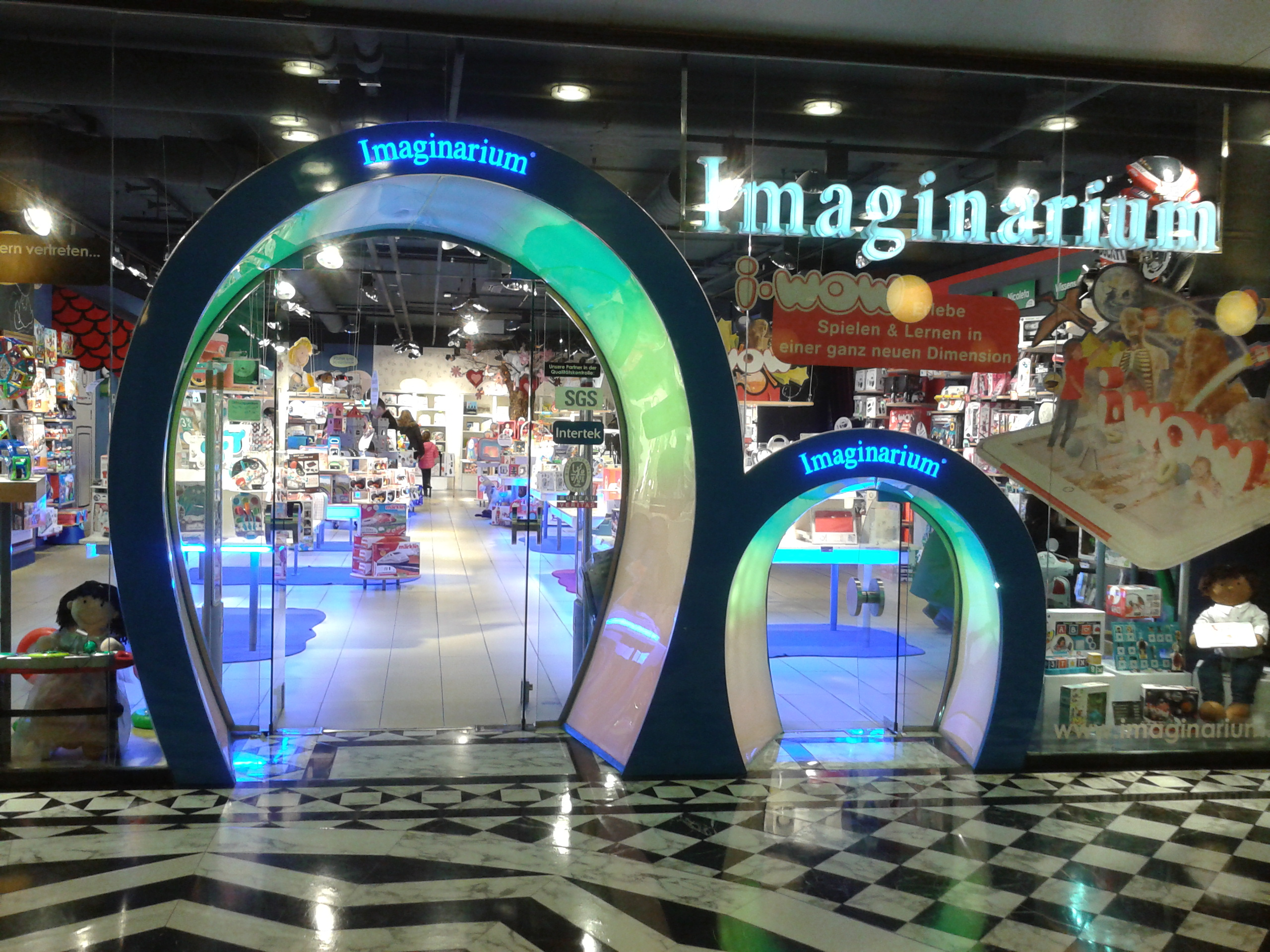
Ladenpassage im Untergeschoss von Quartier 206

## Shopping
Ein besonderes Element der Friedrichstadt-Passagen ist die unterirdische Ladenpassage, die alle drei Quartiere miteinander verbindet. Von der Galeries Lafayette bis zum Food-Court des Quartier 205 verläuft ein Fußgängertunnel, in dem sich zahlreiche Einzelhandelsgeschäfte befanden, von denen die meisten jedoch mittlerweile wieder geschlossen sind. Inzwischen (Stand: 2025) ist nur noch der Bereich im Quartier 205 zugänglich, der Rest der Passage bis zum Quartier 207 ist geschlossen.